# Come Early Morning
Come Early Morning (br: Encontros ao Acaso / pt: Amargo Amanhecer) é um filme americano, um drama com a estreia da atriz Joey Lauren Adams na direção, realizado em 2006. 

## História
Lucy (Ashley Judd) é uma mulher de trinta e poucos anos, que acorda sistematicamente com uma ressaca e um homem na sua cama, para o qual ela não quer sequer olhar. Mes quando um novo e interessante homem chega à cidade e a desafia a mudar, Lucy apercebe-se que precisa de entrar em contacto com o seu passado familiar e com a pessoa que se tornou, e partir numa viagem de descoberta que poderá mudar o curso da sua vida.